# DJケチャップ
DJケチャップ（本名：藤本 芳則〈ふじもと よしのり〉、1974年12月6日 - ）は、日本のスポーツDJ、スタジアムDJ、スポーツアナウンサー、ラジオパーソナリティ、タレント、リポーター、ナビゲーター。
野球日本代表（侍ジャパン）のスタジアムDJ。また、プロ野球やJリーグのスタジアムDJのほか、2013年よりサッカーJリーグSC相模原スタジアムDJ、楽天ジャパンオープンテニスのトーナメントDJを務めたり、マラソン・ランニングイベントのDJを務めるなど、スポーツDJとしての活動の幅を広げている。

またスポーツエンターテイメント講座の講師や2003年頃には千葉県公立中学校特別非常勤講師（英語・国際交流)も務めたこともあり、子供の教育に関心が高く、キッズキャンプや寺子屋の事業も行っている。

## 来歴
- 兵庫県神崎郡出身。
- 兵庫県立姫路東高等学校卒業。硬式野球部に所属し、副主将。
- 関西大学社会学部卒業。マスコミュニケーション学を専攻し、木村洋二[注 3] 教授のゼミ生。
- かつては松竹芸能に所属し、ふじもとよしのりとして芸能活動を行っていた。
- R-1ぐらんぷり出場歴がある。

## 活動歴

### ケチャップ（DJケチャップ）

#### テレビ番組
- 『侍プロ野球[注 4]』（TBSテレビ・BS-TBS・TBSニュースバード）
- 『move on ベイスターズ!』（イッツ・コミュニケーションズ・横浜ケーブルビジョン）
- 『Got!ちゃ@』 - レギュラー出演・メインMC（静岡放送）
- 『からぁず』 - レギュラー出演・メインMC（静岡放送）
- 『マレーシア三都物語』（静岡放送）
- 『世界すし博がやってくる！職人が挑む！これぞ厳選しずおか握り』（静岡放送）
- 『Healing Journey』（トラベラーズTV）
- 『ジャポ音』 - ナレーション、レギュラー（読売テレビ）
- 『女魂』 - ナレーション、レギュラー（名古屋テレビ）
- 『Love BayStars』（TBS）
- 『J SPORTS STADIUM』（J SPORTS）※2023年4月28日の「中日対横浜DeNA」で副音声によるビジターチームの応援実況を行う。
- 『よしもとBASEBALL LIVE』（BSよしもと）※2023年6月7日のプロ野球セ・パ交流戦「福岡ソフトバンク対横浜DeNA」で実況担当。

#### ラジオ番組
- 『TBSラジオ エキサイトベースボール』（TBSラジオ、ジングルを担当）
- 『MORNING STEPS』（FMヨコハマ）
- 『EVENING STEPS』 - レギュラー出演（FMヨコハマ）
- 『Queen's Square Yokohama Presents Heartful Christmas'02』 - レポーター（FMヨコハマ）
- 『玉川美沙 たまなび』 - レギュラー出演（文化放送）
- 『The Dave Fromm Show[1]』 - レポーター・レギュラー出演（InterFM）
- 『15minutes』 - レギュラー・メインパーソナリティー（SBSラジオ）
- 『20minutes』 - レギュラー・メインパーソナリティー（SBSラジオ）
- 『坂上みきのビューティフル 』（TOKYO FM）
- 『SPARKLIN SUMMER』（NACK5）
- 『CLASSY CAFE』 - レギュラー出演（J-WAVE）
- 『RADIPEDIA』（J-WAVE）
- 『Another Saturday[注 5]』 - レギュラー出演（K-mix、2012年 - 2013年）
- 『Wanted!!』 - レギュラー出演（TBSラジオ）
- 『ケチャップのドバドバ しずおか』 - レギュラー出演（K-mix、2014年4月 - ）

#### 映画出演
- 『ヤッターマン』 - 出演

#### CM出演
- 電通九州制作『松平工務店CM』
- 株式会社龍光『パチンコ龍光CM』
- 静岡県広報CM『静岡空港開港CM』
- 株式会社メガネトップ『眼鏡市場CM』
- JERA『2025シーズン6球団マスコットcm』※声のみ出演

#### Youtube
- JERAチャンネル 『JERAセ・リーグ「セ界を変える！裏・セ・リーグ会議」』Season3から出演

#### スポーツDJ・イベントMC
野球
- 横浜DeNAベイスターズ - スタジアムDJ[注 6]（2003年-2012年）
- プロ野球マツダオールスターゲーム - スタジアムDJ（2008年）
- ベイスターズファンフェスタ - 総合司会（2003年-2011年）
- オリックス・バファローズ・サバンナキャンプ2013 - MC（2013年）
- オリックス・バファローズ・ファンフェスタMC（2013年-2015年）
- オリックス・バファローズ（ファーム） - スタジアムDJ（2014年-2017年）
- 群馬ダイヤモンドペガサス-スタジアムDJ（2014年-）

サッカー・フットサル
- スルガ銀行『SURUGA bank CUP』 - 大会DJ（2009年-2011年）
- 株式会社ぐるなび[4]『ぐるなびフットサル大会』 - DJ（2009年-2010年）
- 埼玉スタジアム『埼スタキッズドリームサッカー2011』 - 大会DJ（2012年）
- 株式会社アイデム『アイデムカップ[5] アイデムフットサル大会J-GREEN堺』 - 大会DJ（2012年・2013年）
- 株式会社モブキャストフットサルカップin味の素スタジアム（2013年）
- サッカーのまち藤枝シニア草サッカー大会 - MC（2013年）
- SC相模原 - スタジアムDJ（2013年 - ）
- 三浦知良キングカズカップフットサル大会 - DJ（2013年）
- SC相模原新体制発表会（2014年）
- サカママ イベントMC(2014-2015年）
- 企業対抗フットサル 大会DJ（2013-2015年）

バスケットボール
- ベルテックス静岡 - アリーナMC（2019年-）

マラソン・駅伝・ランニング
- 三浦国際市民マラソン[6] - 大会DJ（2006年-2015年）
- スポニチ 山中湖ロードーレース[7] - 大会DJ（2009年-2015年）
- スポニチお台場ナイトラン DJ（2015年）
- 茨城県坂東市いわい将門ハーフマラソン[8] - 大会DJ（2012年-2015年 ）
- 企業対抗駅伝大会[9] in 東京 - 大会DJ（2010年-2015年）
- 企業対抗駅伝大会 in 大阪 - 大会DJ（2012年 - ）
- Number Do EKIDEN[10]@国立競技場 - DJ（2011年-2015年）
- 全国下水道職員健康駅伝大会 - DJ（2011年-2015年）
- クリスマスチャリティーマラソン in 多摩川 東京-大阪　- 大会DJ（2011年-2015年）
- 国立競技場リレーマラソン（2011年-2013年）
- しずラン presents 駅伝フェスタ in エコパ - 大会DJ（2012年）
- 第32回横浜マラソン[11] 記念 2時間リレーマラソン in 日産スタジアム - 大会DJ（2012年）
- ChocoRun～チョコレートを愛する人のラン～[12] - 大会DJ（2013年-2016年）東京-愛知-大阪-福岡
- JRA主催競馬場リレーマラソンin福島2013 - 大会DJ（2013年）
- しまだ大井川マラソンinリバティ[13] - 大会DJ（2013年-2015年）
- 東京ガスリレーマラソン（2013年-2015年）
- 第1回市原ちはら台マラソン - 大会DJ（2014年）
- コーポレートゲームス駅伝2015in東京- 大会DJ
- 駿府城大御所リレーマラソン　大会DJ（2014-2015年）
- バブルラン（2015年）DJ 東京-愛知-大阪
- ゾンビラン（2015年）DJ 東京-大阪
- DJ KAORI presents ライトニングダッシュ DJ (2015年）東京-大阪

テニス
- 楽天ジャパンオープンテニスチャンピオンシップス - トーナメントDJ・トロフィープレゼンテーションMC（2013年-2015年）
- JAPAN womens open tennis 2015 トーナメントDJ　(2015年）

ラグビー
- ラグビートップリーグ リコーブラックラムズ - ナレーション担当

ダンス
- 株式会社フジヤマリゾート『キッズダンスコンテスト in ぐりんぱ』 - 大会DJ（2010年）
- 産経新聞社主催 文部科学省後援 第5回日本高校ダンス部選手権『Fit'sダンススタジアム』 - イベントDJ & メインMC（2012年）

スキー
- SBSカップ ちびっこスラローム大会 in Yeti - 大会DJ（第1回・2004年-2015年）

格闘技
- シュートボクシング - リングアナ（2019年）

イベント
- ラス・ケチャップ来日記念イベント - MC
- 玉置成実CD発売イベントinサンシャイン - MC
- 矢崎総業株式会社永年勤続表彰式典 - 司会
- Microsoft社Windows 7発売記念イベント - メインMC（2009年）
- かながわ花フェスタ21 フラワーデザインコンテストQueen's Cup[14] - メインMC（2009年-2010年）
- 日韓ミュージックフェスティバルin東京 - 司会（2010年）
- 第5回B級ご当地グルメの祭典B-1グランプリ2010　グランプリ大会 - メインMC
- 赤城乳業『ガリガリ君』発売30周年記念イベント『ガリガリ祭り in パルコ』 - メインMC（2011年）
- 渋谷パルコ『ガリガリ君祭り in パルコ』 - イベントMC（2012年-2015年）
- 第15回ミス苗場コンテスト[注 7] - 司会・メインMC（2012年）
- 新潟県湯沢町第34回ミスかぐらクイーンコンテスト - 司会（2012年）
- Mt.Naebaミス・クイーンコンテスト[注 7] - 司会（第1回・2013年）
- ばしゃフェス- 司会（2013年）
- 静岡スバル自動車㈱　55th anniversary party -イベントMC（2015年）
- 渋谷パラダイス　MC (2013-2015年)
- NRI 野村総研50周年記念式典　イベントMC(2015年）
- 小谷実可子 カウントダウン シンクロナイズドショー　イベントMC(2015年）
- RedBull フルーグタグ神戸2015 LiveMCJ-SPORTS(2015年）

#### その他
- 鹿児島県小学校理科教材用VTR - ナレーション
- ベースボールマガジン社『週刊ベースボール』 - 寄稿（2011年）
- ヒューマンアカデミー横浜校　スポーツエンターテイメント講座 講師(2013年)
- 焼津商工会議所青年部通常総会　-セミナー講師（2015年）
- 静岡県商工会議所青年部連合会 第2回若手後継者等育成事業研修会　-セミナー講師（2015年）

### ふじもとよしのり
- 『月例爆笑!演芸ライブ』（朝日放送）
- 『超爆笑BOOING』（関西テレビ）
- 『たかじん・ナオコのシャベタリーノ!』（毎日放送）
- 『豊中おもちゃ箱』（豊中CATV）
- 『P人計画』 - レギュラー出演・メインMC（KVO）
- 『特撮　SWAT』（関西テレビ）
- 『リビドーの乱』（朝日放送、1997年7月終了）
- 『Fujiyama』 - レギュラー出演・メインMC（Oki Doki、1999年12月終了）
- 『ぶらっとしずおか連れてっテレビ』 - レギュラー出演（静岡放送）
- 『Get!ちゅ』 - レギュラー出演・メインMC（静岡放送、2001年3月終了）
- 『viewstv.com』 - レギュラー出演（Oki Doki、2000年8月終了）
- 『家!家!家!』（RKB毎日放送）
- 『水曜の気持ち』 - レギュラー出演 （サンテレビ）
- 『Fujiyama Tours』 - レギュラー出演・メインMC（Oki Doki、2001年7月終了）
- 『とらべるみん[注 8]』 - レギュラー出演（トラベラーズTV）